# Campeonato Chileno de Futebol de 1952 - Segunda Divisão
O Campeonato Chileno de Futebol de Segunda Divisão de 1952 foi a 1ª edição do campeonato do futebol do Chile, segunda divisão, no formato "Primera B". Em três turnos os 8 clubes jogam todos contra todos.O Campeão e o Vice são promovidos para o Campeonato Chileno de Futebol de 1953.

## Participantes
| Equipe                                 | Cidade       | Região                 | No ano anterior | Estádio                       | Capacidade | Títulos          | Participações |
| -------------------------------------- | ------------ | ---------------------- | --------------- | ----------------------------- | ---------- | ---------------- | ------------- |
| Club Deportivo Palestino               | La Cisterna  | Província de Santiago  | Estreante       | Estádio Santa Laura           | 22.375     | 0 (não possui)   | 1             |
| Club Social de Deportes Rangers        | Talca        | Província de Talca     | Estreante       | Estádio Fiscal de Talca       | 8.324      | 0 (não possui)   | 1             |
| Club de Deportes América de Rancagua   | Rancagua     | Província de O'Higgins | Estreante       | Estádio El Teniente           | 14.550     | 0 (não possui)   | 1             |
| Club de Deportes Instituto O'Higgins   | Rancagua     | Província de O'Higgins | Estreante       | Estádio El Teniente           | 14.550     | 0 (não possui)   | 1             |
| Santiago National Football Club        | Santiago     | Província de Santiago  | Estreante       | Estádio Santa Laura           | 22.375     | 1 (Serie B 1935) | 1             |
| Club Deportivo Thomas Bata             | Peñaflor     | Província de Santiago  | Estreante       | Estádio San Damián            | -----      | 0 (não possui)   | 1             |
| Club Deportivo Trasandino de Los Andes | Los Andes    | Província de Aconcágua | Estreante       | Estádio Regional de Los Andes | 2.500      | 0 (não possui)   | 1             |
| Club Deportivo Maestranza Central      | San Bernardo | Província de Santiago  | Estreante       | Estádio Maestranza            | 4.000      | 0 (não possui)   | 1             |

## Campeão
| Campeão Chileno Segunda Divisão 1952                       |
| ---------------------------------------------------------- |
| Club Deportivo Palestino (La Cisterna) (1º título) Campeão |